# Swen z Arbogi
Swen z Arbogi, (szw.) Sven av Arboga – święty Kościoła katolickiego.
O postaci Swena z Arbogi nie zachowały się dające się zweryfikować informacje. Współczesna wiedza o kulcie świętego opiera się na przekazach opartych na późnych legendach i tradycji.
Miał być mnichem żyjącym w pobliżu miejscowości Arboga i paść ofiarą ukamienowania przez rzezimieszków. Według przekazów przeniesieniu szczątków zmarłego z wybudowanej w miejscu męczeństwa kaplicy do miasta miała towarzyszyć uroczysta procesja. Po 1600 roku i zmianie przeznaczenia kaplicy pamięć o Swenie z Arbogi zaczęła zanikać. 
Prawdopodobne jest, że w ramach prowadzonych prac wykopaliskowych w 1892 roku odkryto między innymi relikwie świętego.
W Szwecji wspominany jest 24 września.